# Akodon spegazzinii
Akodon spegazzinii је врста глодара из породице хрчкова (лат. Cricetidae). 

## Распрострањење
Ареал врсте је ограничен на једну државу. Аргентина је једино познато природно станиште врсте.

## Станиште
Станиште врсте је травна вегетација. Врста је присутна на источним обронцима планинског венца Анда у Јужној Америци, на висинама од 400 до 3.600 метара.

## Угроженост
Ова врста је наведена као последња брига, јер има широко распрострањење и честа је врста.